# 百老匯關懷∕平等對抗愛滋組織
百老匯關懷/平等對抗愛滋組織（Broadway Cares/Equity Fights AIDS） 是一個美國的非營利組織。總部位在紐約。組織的成立，源自於百老匯社群對於愛滋病患者的關懷。藉由百老匯大量具有才華的表演者、表演資源和慷慨的百老匯社群，在美國各處募款給愛滋相關的組織。1988年成立以來，截至2016年，已經為急需協助的愛滋感染者、為愛滋併發症受苦的人，募集超過兩億八千五百萬美金。

## 歷史
1987年10月，美國演員工會成立了對抗愛滋組織；1988年2月，製作人協會成立了"百老匯在乎"組織。兩個組織都是想要回應當時美國對於愛滋病肆虐的恐慌。兩個組織再1993年合併為百老匯關懷/平等對抗愛滋組織。 在1993年第47屆東尼獎時，這個組織得到了東尼獎戲劇貢獻獎。